# Klasztor św. Mojżesza Abisyńskiego
Klasztor św. Mojżesza Abisyńskiego (دير مار موسى الحبشي, Dajr Mar Musa al-Habaszi, lub Deir Mar Musa al-Habashi) – założony w VI wieku klasztor chrześcijański, położony w pobliżu miasta An-Nabk, około 80 kilometrów na północny wschód od Damaszku w Syrii.

## Historia
Pierwotnie w tym miejscu istniała rzymska wieża strażnicza służąca do obserwacji drogi wiodącej z Damaszku do Palmyry, która wchodziła w skład jedwabnego szlaku. Powstanie wieży datowane jest na II wiek. Legenda mówi, że założycielem klasztoru był żyjący w VI wieku święty Mojżesz Abisyński, ale prawdopodobnie pierwotnie patronem klasztoru był Mojżesz starotestamentowy. Archeolodzy oceniają, że pierwszy budynek kościoła powstał pod koniec IV lub w V wieku po zniszczeniach spowodowanych prawdopodobnie przez trzęsienie ziemi, a biorąc pod uwagę sposób układania kamienia i zaprawy, został wzniesiony raczej przez mnichów niż przez fachowych murarzy. Przebudowa, datowana na VI wiek, dała budynkowi charakter bazyliki. Jakość prac murarskich z tego okresu była już znacznie lepsza. Data powstania najstarszych odkrytych tam fresków jest znana dzięki jednej z inskrypcji pochodzącej z 1208 roku. Budowla na przestrzeni lat była wielokrotnie przebudowywana, ale sylwetka głównego budynku zachowała charakter budowli obronnej. Stara część zabudowań wykonana była wyłącznie z lokalnych materiałów i dzięki kolorystyce wtapiała się w otoczenie. Klasztor przetrwał okres zawirowań związanych z włączeniem Syrii do świata islamskiego (w 634–635), a po zdobyciu Antiochii przez krzyżowców (w roku 1098) także czas kolejnych wypraw krzyżowych (XII i XIII wiek). To, że mała wspólnota chrześcijańska przetrwała burzliwy czas krucjat, podczas których zabijano Muzułmanów, Żydów i wszelkie rodzime społeczności, budzi wśród współczesnych badaczy zaskoczenie. Mnisi przebywali w tym klasztorze do XIX wieku, potem klasztor na półtora wieku opustoszał i popadł w ruinę. 

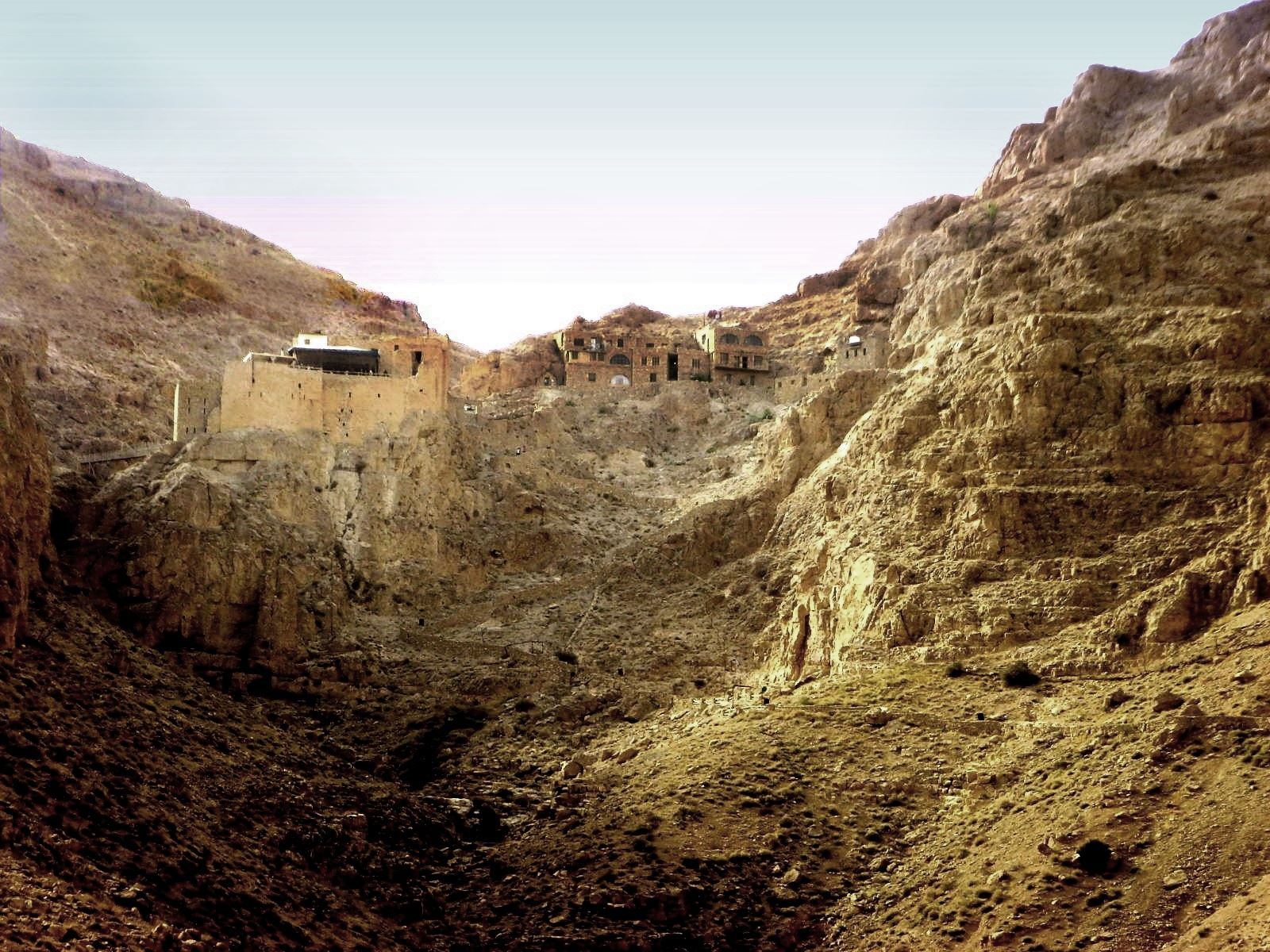
Widok na klasztor

Na przestrzeni wieków mnisi żyli w małych jaskiniach rozsianych wzdłuż uedu, lub bocznego wąwozu wiodącego do głównych zabudowań klasztornych. Podczas badań archeologicznych, które rozpoczęły się w 2004 roku, zinwentaryzowano ponad 30 grot, które zazwyczaj miały wymiary rzędu 2 x 2 metry.

## Odbudowa i reaktywacja wspólnoty w XX wieku
Klasztor na nowo ożył w latach osiemdziesiątych XX wieku za sprawą Paolo Dall’Oglio, włoskiego jezuity, który włożył wiele wysiłku w jego odbudowę. Odbudowa została zakończona w 1994 roku. Dziś mieszka tam na stałe sześciu mnichów i trzy mniszki różnych obrządków: syryjsko-prawosławnego, maronickiego i katolickiego. Powstała wspólnota prowadzi działania na rzecz dialogu międzyreligijnego.

## Galeria – wnętrze kościoła

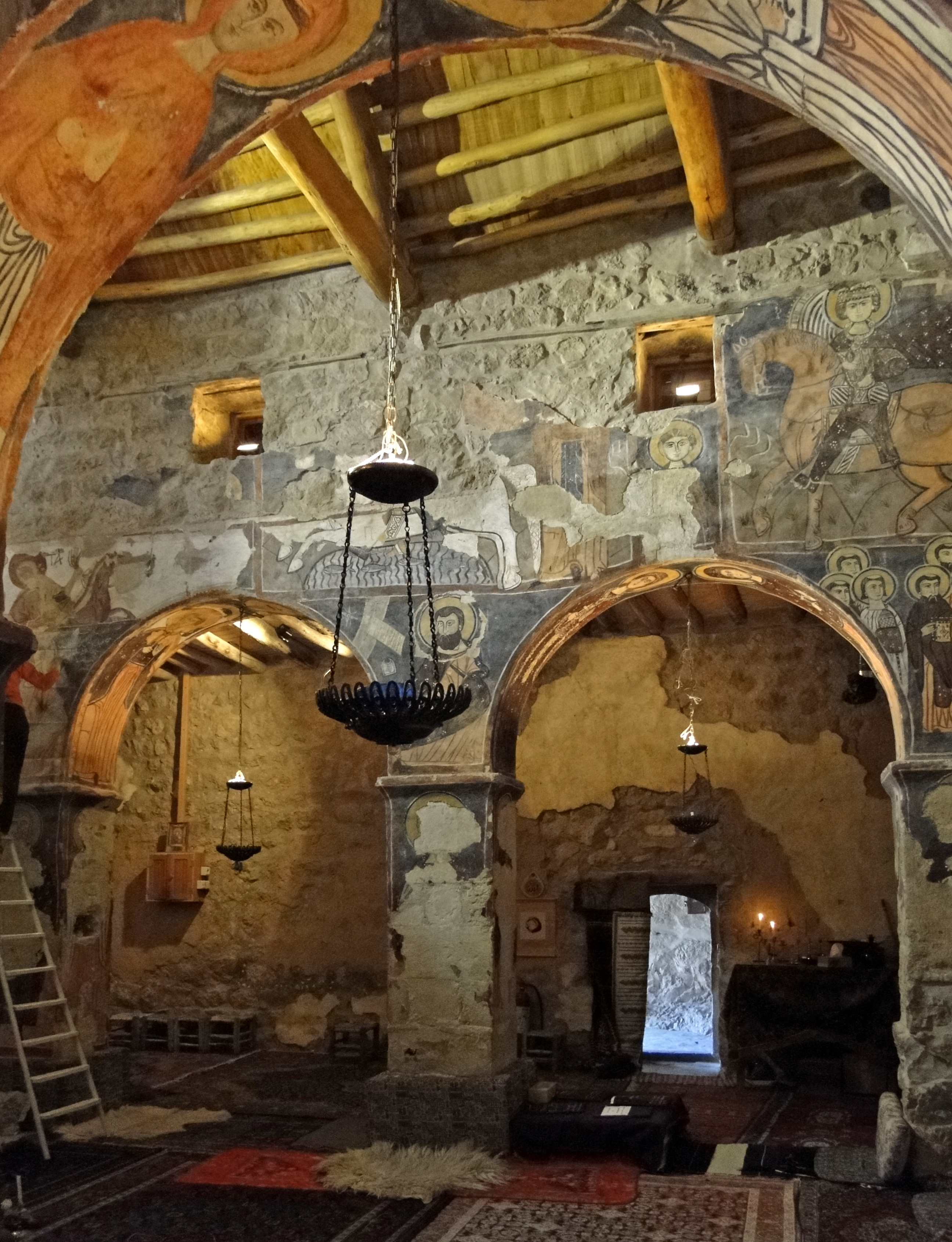
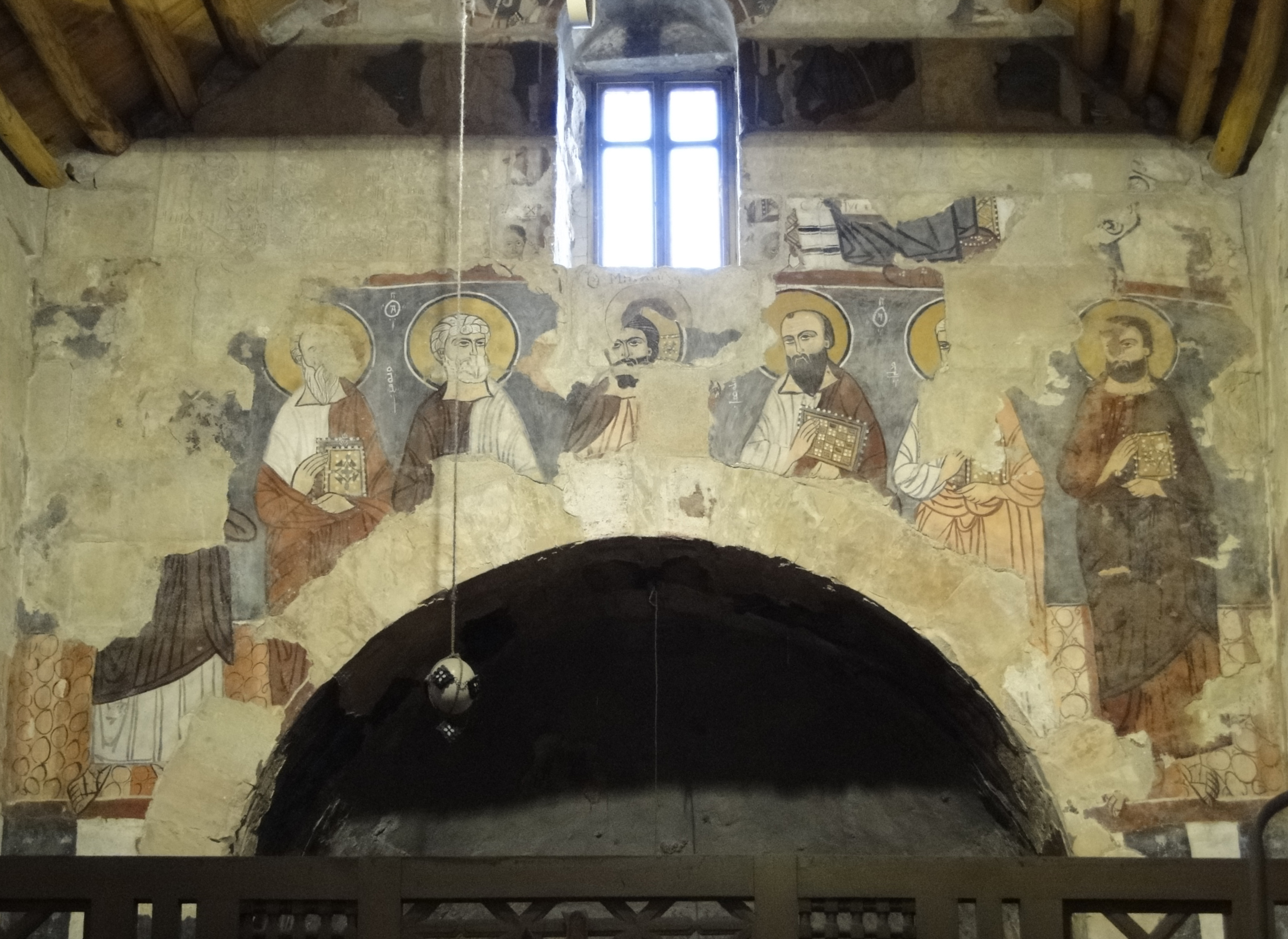
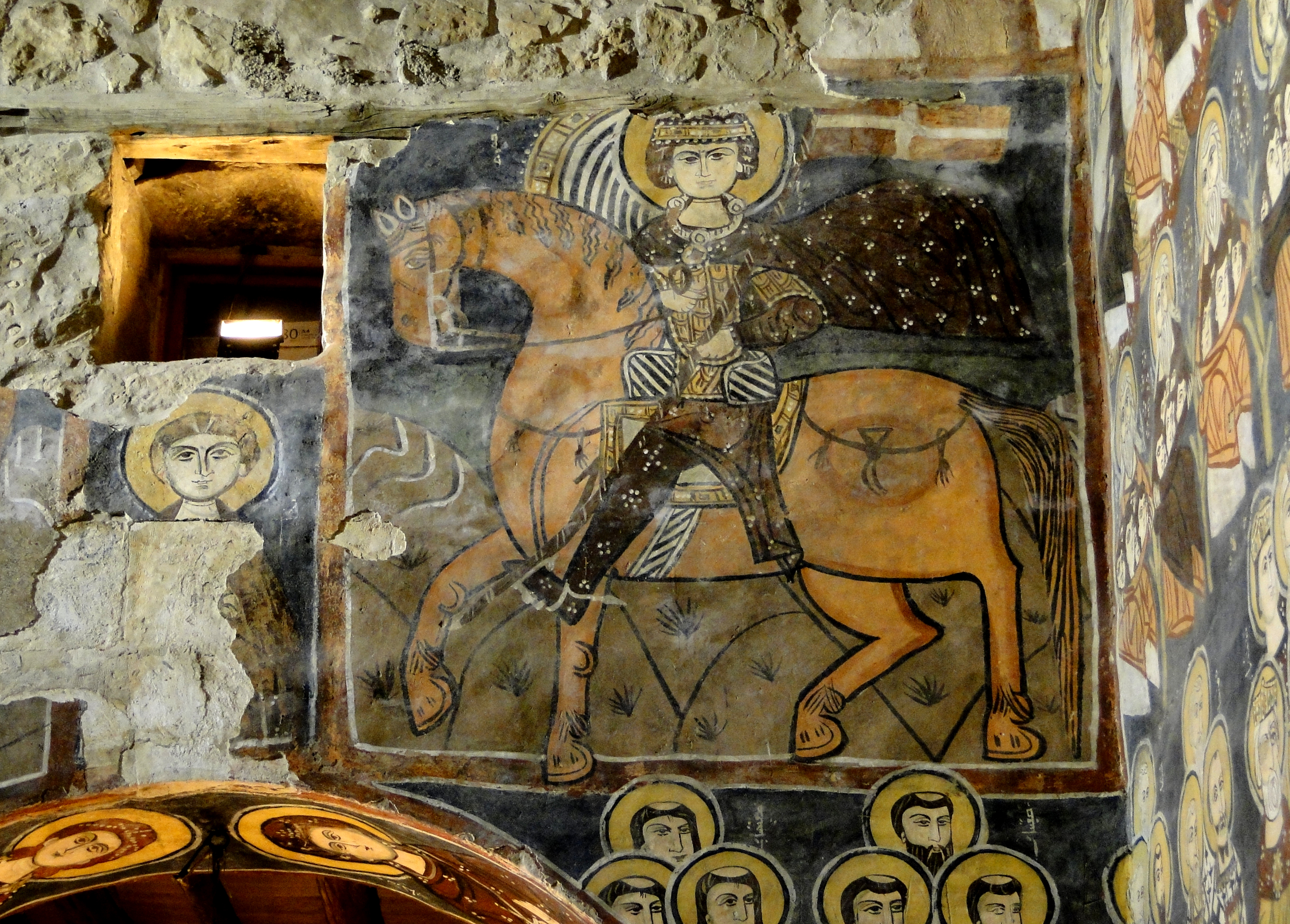
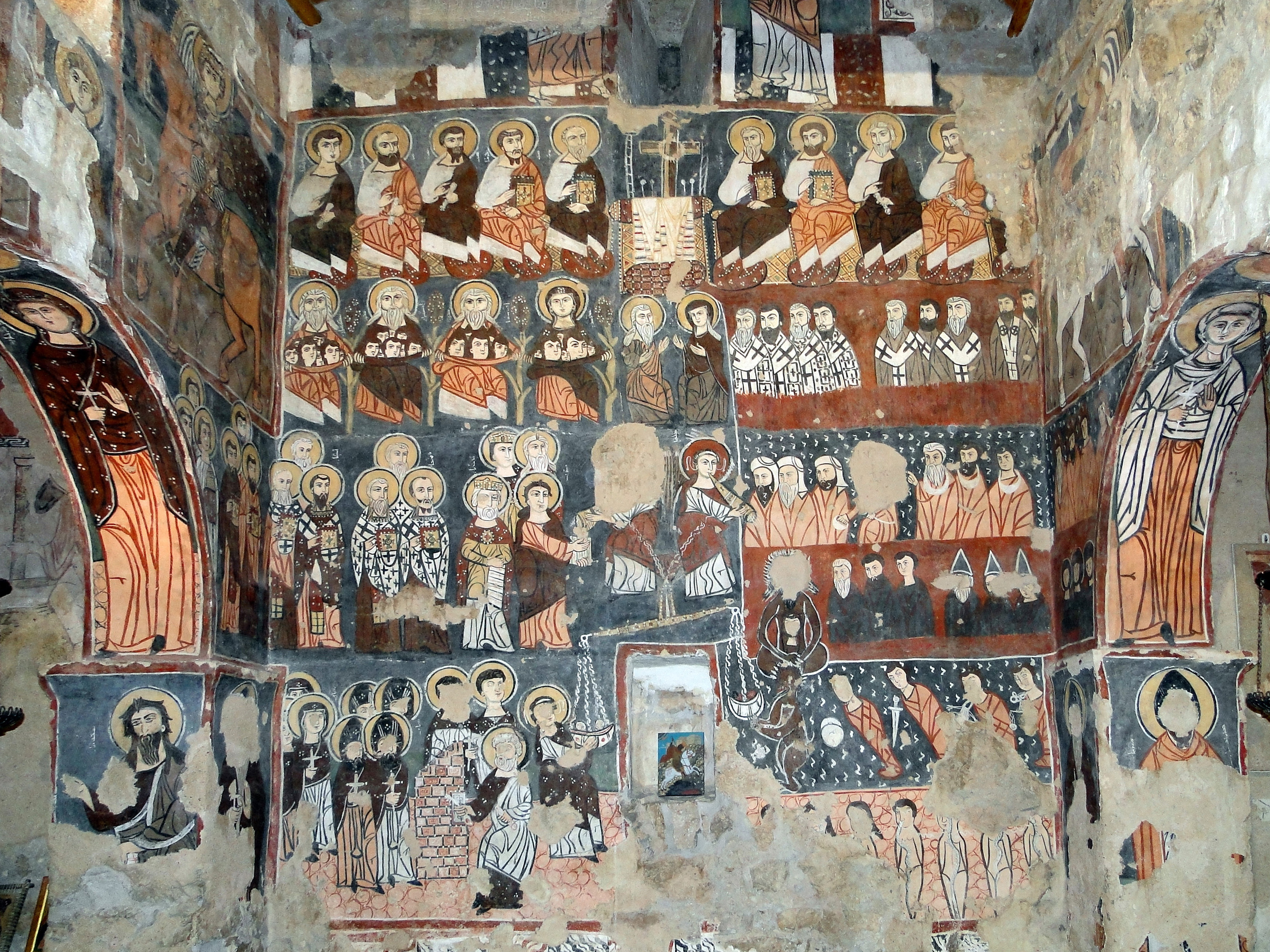
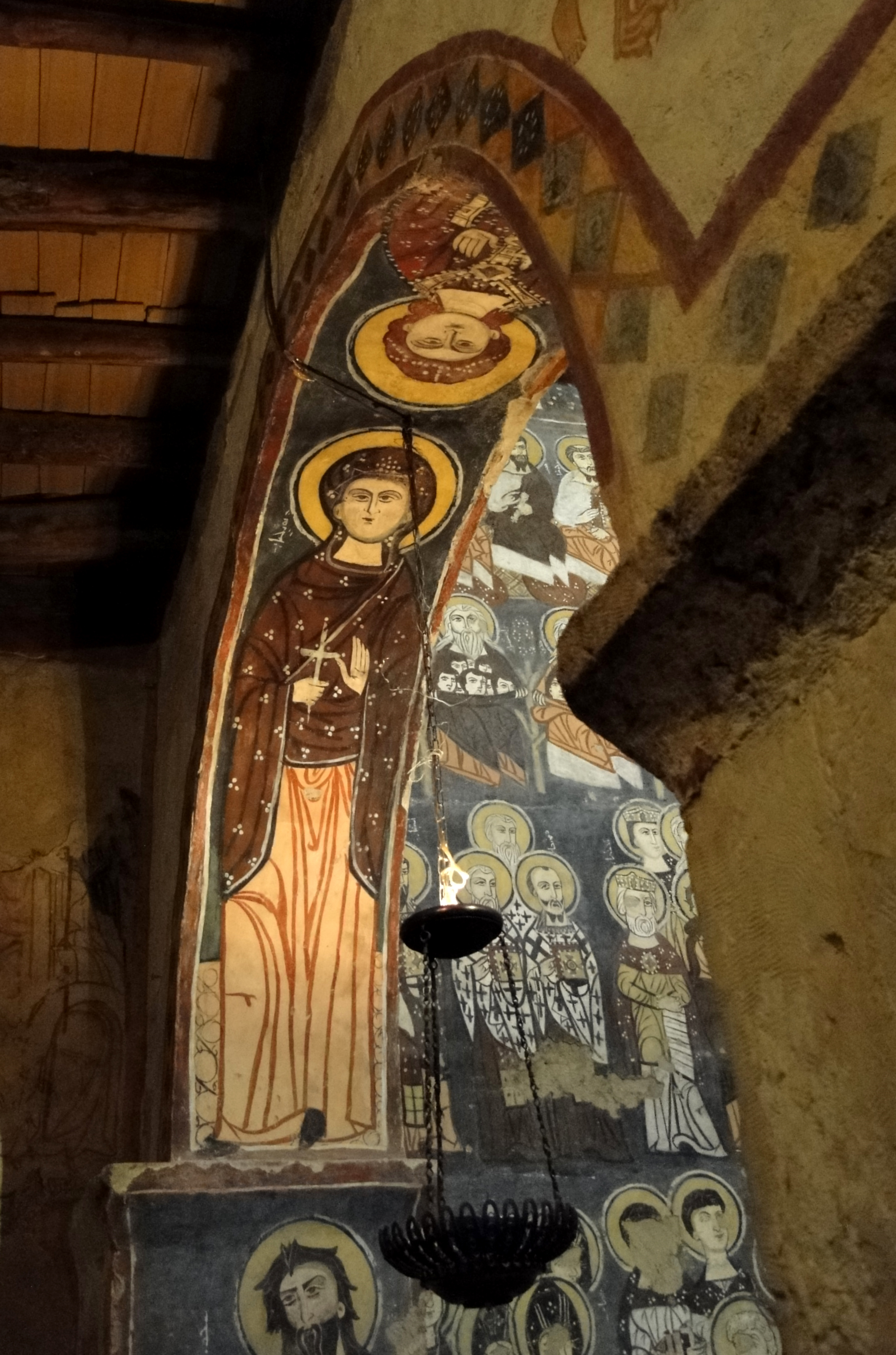
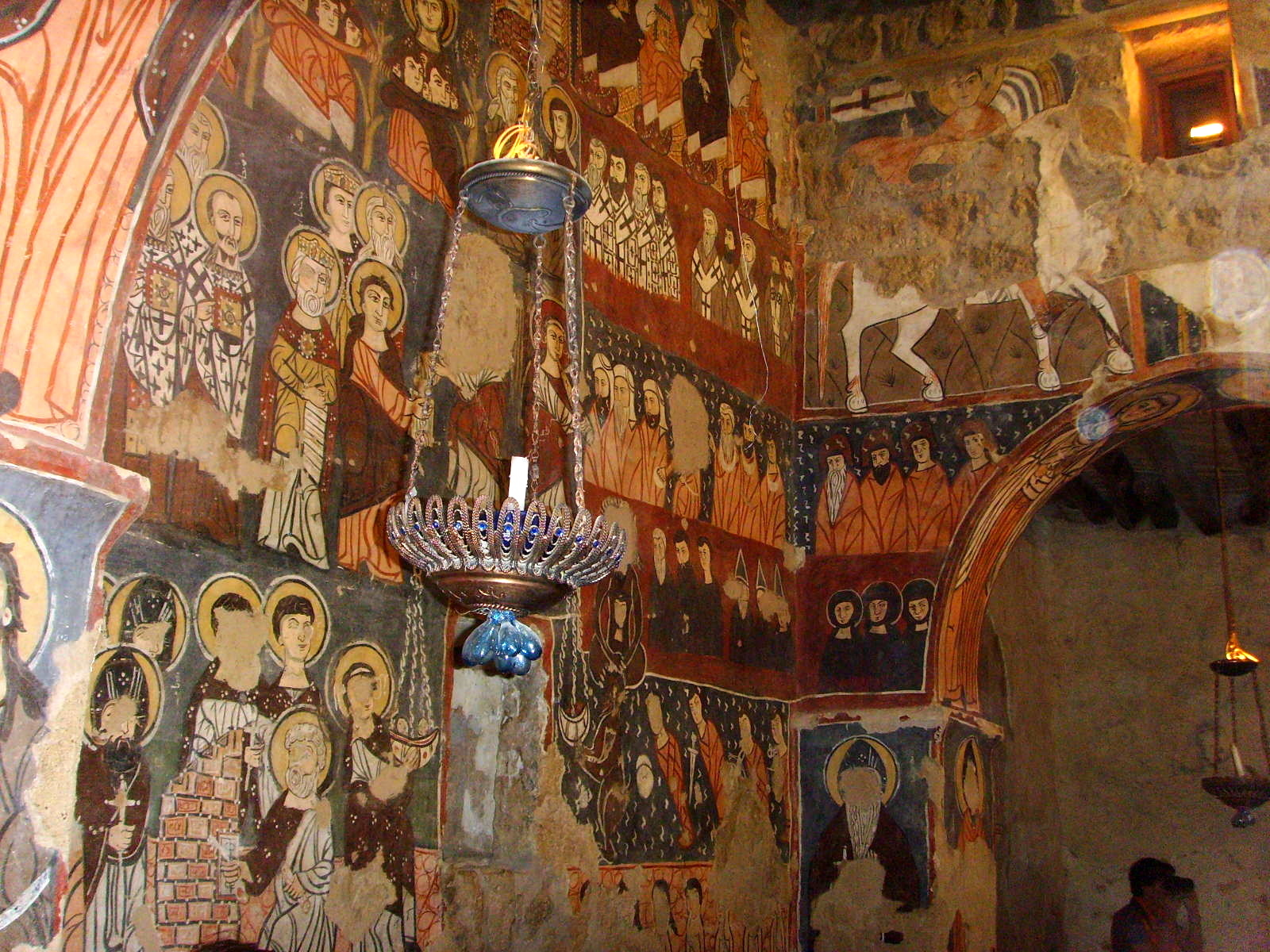
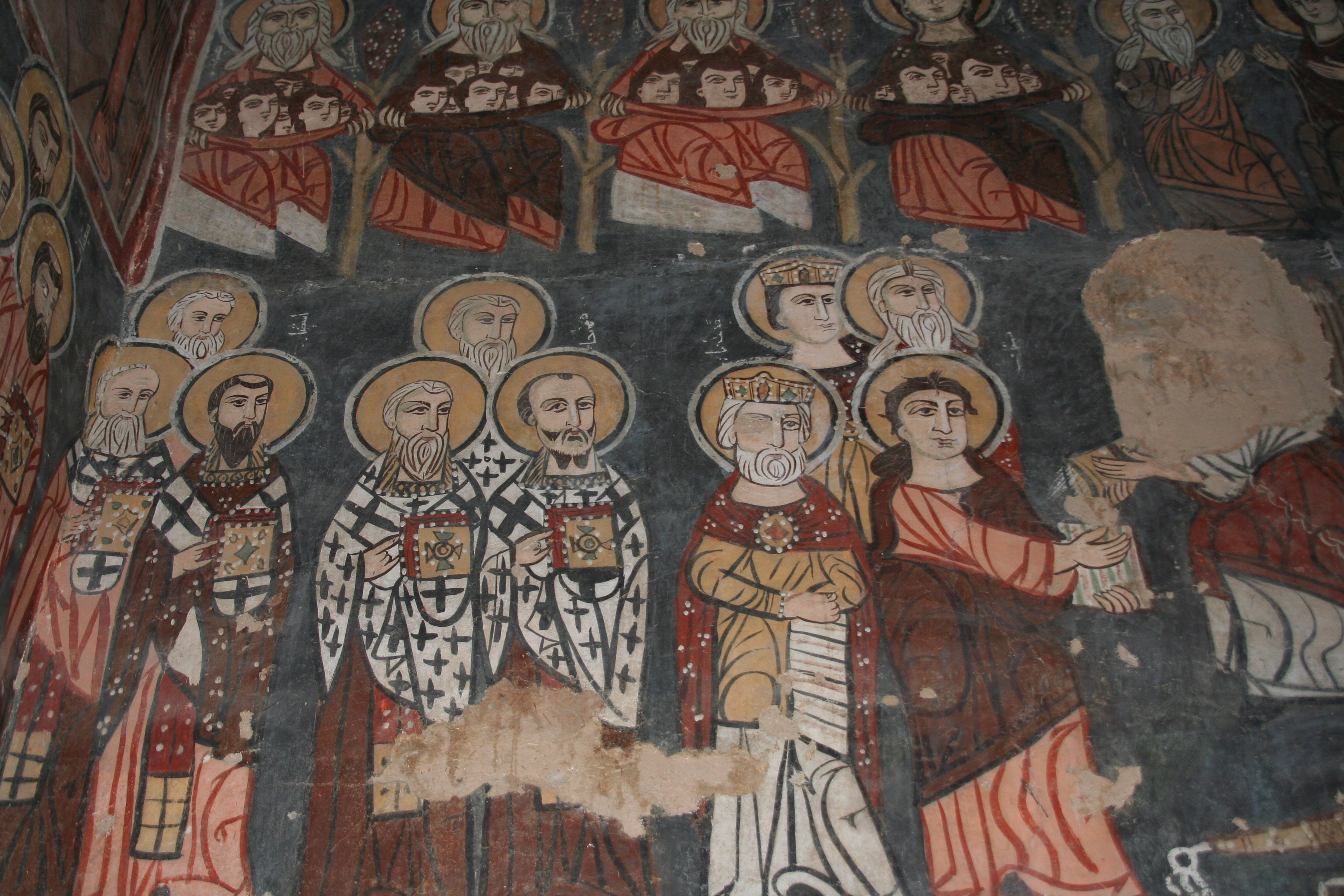